# Haram (Noruega)
Haram é uma comuna da Noruega, com 256 km² de área e 8 781 habitantes (censo de 2004).